# Frontière entre la France et les Tuvalu
La frontière entre la France et les Tuvalu est la frontière, intégralement maritime, séparant la France (au niveau de Wallis-et-Futuna) et les Tuvalu, en Polynésie (océan Pacifique). Elle est établie provisoirement en 1985 puis définie précisément en 2014. Un des points de cette frontière passe également par la frontière entre les Fidji et la France et la frontière entre les Fidji et les Tuvalu.

## Historique

### Définitions de la frontière
En 1961, Wallis-et-Futuna devient un territoire d'outre-mer français. Les Tuvalu prennent leur indépendance du Royaume-Uni en 1978. Les Tuvalu et la France signent la convention des Nations Unies sur le droit de la mer (dite de Montego Bay) le 10 décembre 1982, ; elle est ratifiée par la France en 1996 et les Tuvalu la ratifient en décembre 2002. La zone économique exclusive de Wallis-et-Futuna mesure 247 000 km2 et celle de Tuvalu 725 000 km2.
La frontière entre les deux pays est établie à titre provisoire en 1985, par un accord prenant la forme d'un échange de notes entre, d'une part, l'ambassade de France auprès des Tuvalu (en résidence à Suva, capitale de l'État voisin des Fidji), le 6 août 1985, et d'autre part, le ministère des Affaires étrangères des Tuvalu, le 5 novembre suivant, date d'entrée en vigueur.
En décembre 2014, les deux parties s'accordent sur une ligne définie par 13 points reliés par des arcs géodésiques, qui est formalisée par un traité bilatéral signé à Suva (Fidji) le 16 septembre 2015 par l'ambassadeur de France à Tuvalu, Michel Djokovic, et le représentant des Tuvalu, sous la forme d'un échange de lettres.

### Extension du plateau continental
Une des extrémités de la frontière se situe au delà des 200 NM dans les eaux internationales et les deux pays ainsi que la Nouvelle-Zélande ont déposé en décembre 2012 une demande d'extension du plateau continental au niveau de la dorsale de Robbie auprès de la Commission des limites du plateau continental (CLPC). la réponse peut prendre de nombreuses années à arriver, en raison des nombreuses demandes déposées par les États auprès de cette commission, dans un contexte d'intérêt stratégique des fonds marins pour les ressources potentielles qui s'y trouvent. L'extension serait de 17 000 km2, à partager entre la France, Tuvalu et la Nouvelle-Zélande.

## Caractéristiques
Les deux parties se sont mises d'accord pour reconnaître le principe d'une ligne équidistante comme limite de référence. Elle est équidistante des îles Wallis et Futuna d'une part, de Niulakita et de l'archipel comprenant Nukufetau, Funafuti et Nukulaelae d'autre part.
- point 1 : 9° 52′ 50″ S, 176° 47′ 09″ O
- point 2 : 9° 52′ 52,26″ S, 176° 47′ 10,73″ O
- point 3 : 10° 08′ 18,31″ S, 177° 02′ 12,84″ O
- point 4 : 10° 31′ 51,14″ S, 177° 25′ 10,76″ O
- point 5 : 10° 49′ 57″ S, 177° 42′ 52,16″ O
- point 6 : 11° 04′ 51,81″ S, 177° 51′ 25,16″ O
- point 7 : 11° 29′ 10,22″ S, 178° 05′ 24,93″ O
- point 8 : 11° 48′ 11,21″ S, 178° 16′ 25,26″ O
- point 9 : 12° 10′ 32,37″ S, 178° 50′ 14,17″ O
- point 10 : 12° 37′ 35,96″ S, 179° 31′ 23,6″ O
- point 11 : 12° 50′ 35,63″ S, 179° 51′ 16,14″ O
- point 12 : 13° 13′ 29,27″ S, 179° 33′ 33,12″ E
- point 13 : 13° 14′ 27,28″ S, 179° 32′ 05,12″ E

Le point 1 est un tripoint commun France-Fidji-Tuvalu.